# Илия (река)
И́лия (бел. Ілія) — река в Беларуси, в Логойском и Вилейском районах Минской области. Длина — 62 км. Водосбор — 1220 км². Среднегодовой расход воды в устье — 8,8 м³/с. Средний наклон водной поверхности 1,8 ‰.
Начинается в 2 км к западу от деревни Михалковичи в пределах Минской возвышенности, исток находится на водоразделе Чёрного и Балтийского морей, рядом с истоком Илии находятся верховья Гайны.
От истока течёт на северо-запад, перед агрогородком Илья разворачивается на юго-запад и юг. В районе впадения Рыбчанки ещё раз резко поворачивает на северо-запад и север, в этом месте реку пересекает канал Вилейско-Минской водной системы.
На заключительных километрах течения Илия образует залив в южной части Вилейского водохранилища. Замерзает в середине декабря, ледоход в конце марта. Долина невыразительная, ширина 2-3 км. Пойма заболоченная, низкая, её ширина 0,3-0,5 км. Русло от истока на протяжении 25 км канализовано, ниже извилистое. Ширина его в межень в верховье 5-10 м, ниже до 20 м.
Верхнее течение проходит, в основном, по заболоченному лесу, среднее и нижнее течение заселено. Крупнейший населённый пункт на реке — агрогородок Илья, помимо него река протекает деревни Владыки, Козлы, Шипки, Щарки, Бережок, Луговые, Щуки, Чехи. На берегу залива водохранилища в нижнем течении реки стоит агрогородок Вязынь.
Основные притоки: Бочиловка, Талва, Дроздка (справа); Каменка, Слижанка, Мышковка, Выпрата, Бобровка, Жучок, Щарка, Рыбчанка (слева). Крупнейший приток — Рыбчанка. Река принимает сток из мелиоративных каналов.
Название реки Илия переводится с финно-угорских языков как «дальняя река».